# Zofian (imię)
Zofian – imię męskie pochodzące od żeńskiego imienia o greckim rodowodzie Zofia. Pochodzi od słowa σοφία (sophía) oznaczającego „mądrość”.
Zofian to rzadkie imię o malejącej popularności, w odróżnieniu od formy żeńskiej, która w roku 2022 była w Polsce najczęściej nadawanym imieniem dzieci płci żeńskiej. W 2019 w rejestrze PESEL było 7 mężczyzn o imieniu Zofian nadanym jako imię pierwsze, a w styczniu 2024 w rejestrze PESEL było 3 Zofianów z imieniem pierwszym. Jako imię drugie Zofian w roku 2020 występował dwukrotnie.
Zdrobnienia: Zofuś, Zofuszek, Zofeczek, Zofeczko, Zofczyk, Zoficzek, Zofaczek.